# Xylocopa meadewaldoi
Xylocopa meadewaldoi är en biart som beskrevs av Hurd 1959. Xylocopa meadewaldoi ingår i släktet snickarbin, och familjen långtungebin. Inga underarter finns listade i Catalogue of Life.